# ديانا أبو جابر
ديانا أبو جابر هي روائية ومؤلفة وبروفيسورة في جامعة ولاية بورتلاند أمريكية من أصول عربية. ولدت في مدينة سيراكيوز من أب أردني وأم أمريكية تنحدر من أصول أيرلندية ألمانية. بعمر السابعة انتقلت برفقةِ عائلتها للأردن لمدة سنتين. حاليًا تقضي وقتها بين مدينة ميامي وبورتلاند. تركزت كتاباتها حول قضايا الهوية والثقافة.

## تعليمها
- درجة البكالوريوس في اللغة الإنجليزية والكتابة الإبداعية من جامعة نيويورك في أوسويغو  [لغات أخرى]‏.
- درجة الماجستير في اللغة الإنجليزية والكتابة الإبداعية من جامعة وندسور.
- درجة الدكتوراة اللغة الإنجليزية والكتابة الإبداعية من جامعة بينغهامتون.

## حياتها
تأثرت في طفولتها بروايات والدها المهاجر الأردني التي كان يكتبها عن نفسه وبلاده وعائلته. مما كان له الأثر الكبير في إثراء خيالها ومواضيعها، وأسلوب لغتها، وعلى الشكل الذي اتخذته قصصها فيما بعد.
بَدأتُ بكِتابَة قصصِ شبيهة بقصص أبيها في المدرسةِ. وبعد تخرجها، قامت بتدريس الكتابة الإبداعية، الدراسات السينمائية، والأدب المُعاصر في عدد مِن الجامعاتِ الأمريكية، مثل جامعةِ نبراسكا، جامعة مشيغان، يو سي إل أي، وجامعة أوريغون.

## من أعمالها
- رواية «لغة البقلاوة»، 2005
  - (ترجمة: بثينة الإبراهيم)، دار تشكيل، 2022
- رواية «جذور».
- رواية «الهلال»، 2003
  - ترجمة: فؤاد سروجي، الأهلية للنشر والتوزيع، 2005
- رواية «جاز عربي». وهي أول رواية لها[2]، 1993

## الجوائز
- جائزة بن سينتر للقصةِ الأدبيةِ لعام 2004 عن روايتها «هلال». [2]
- جائزة مؤسسة بيفور كولمبس.
- اعتبرت روايتها بين أفضل عشرين رواية لعام 2003 مِن قِبل صحيفة «كريشيان ساينس مونيتور» الشهيرة.
- نالت روايتها «الجاز العربي» جائزة كتابِ أوريغون.